# Hemiceras leucospila
Hemiceras leucospila är en fjärilsart som beskrevs av Walker 1857. Hemiceras leucospila ingår i släktet Hemiceras och familjen tandspinnare. Inga underarter finns listade i Catalogue of Life.